# Su Bingtian
Su Bingtian (Kinesiska: 苏炳添), född 29 augusti 1989 i Zhongshan i Kina, är en kinesisk friidrottare (sprinter).
Han innehar det Asiatiska rekordet på 100 m med 9.83, vilket han satte när han vann en av semifinalerna vid OS i Tokyo. I finalen slutade han på 6:e plats (9,98). I hans 9,83-lopp klockades han för 6,29 vid 60 meter. Detta är den snabbaste 60 m split-tiden som någonsin uppmätts och även bättre än världsrekordet på 60 meter inomhus.